# Cataulacus ebrardi
Cataulacus ebrardi är en myrart som beskrevs av Auguste-Henri Forel 1886. Cataulacus ebrardi ingår i släktet Cataulacus och familjen myror. Inga underarter finns listade.

## Bildgalleri

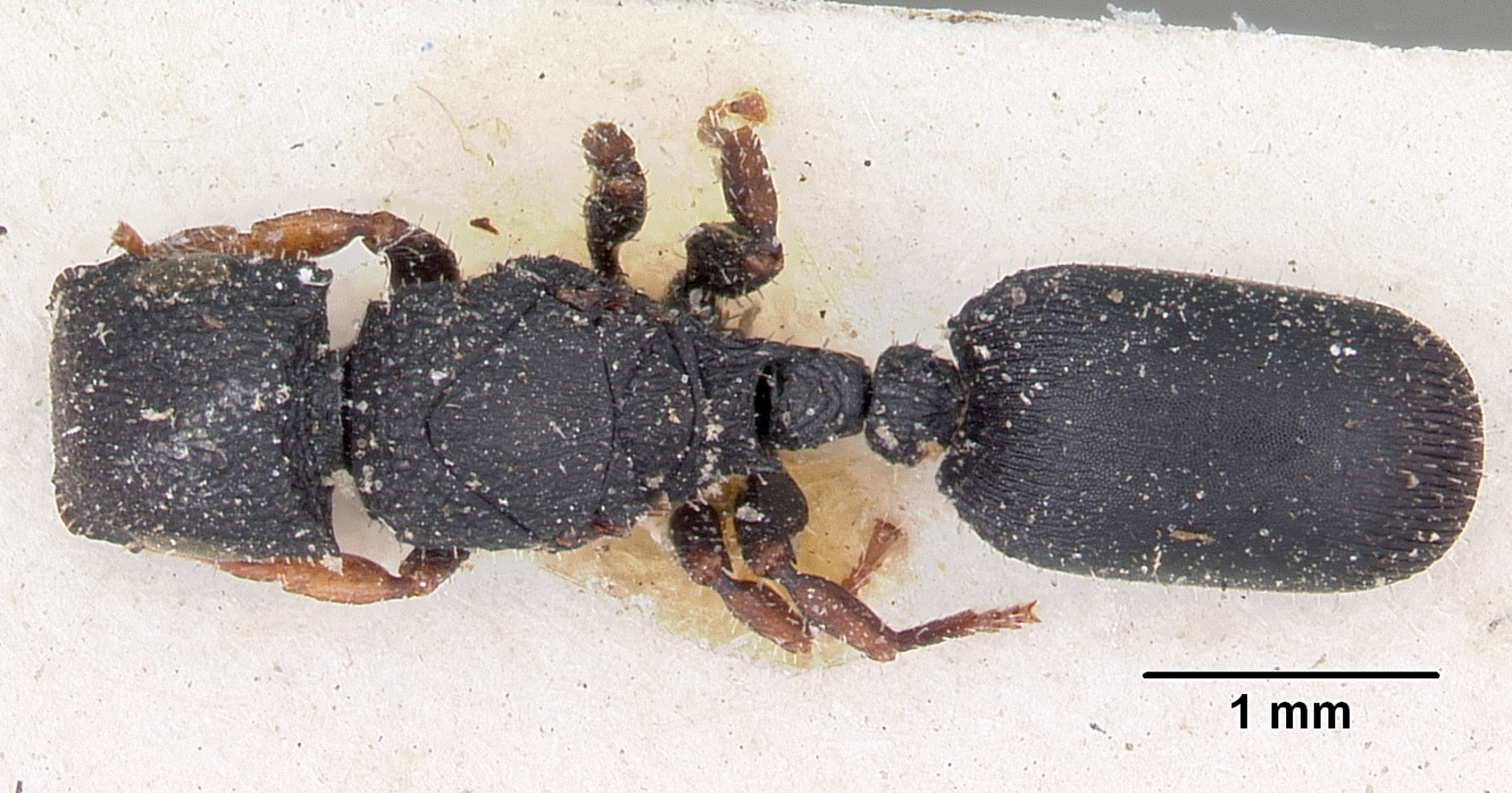
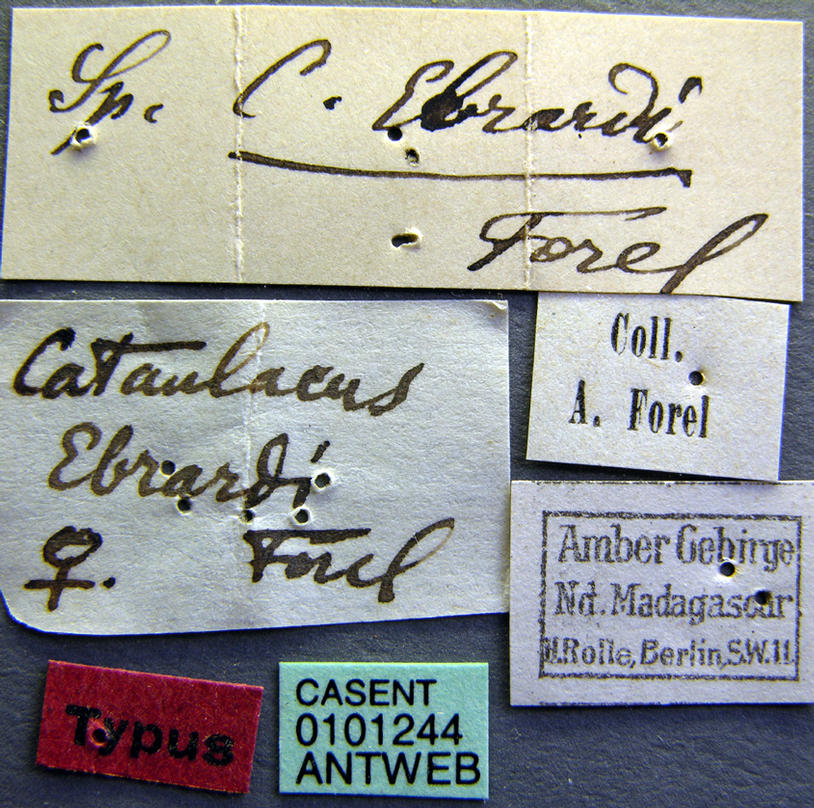
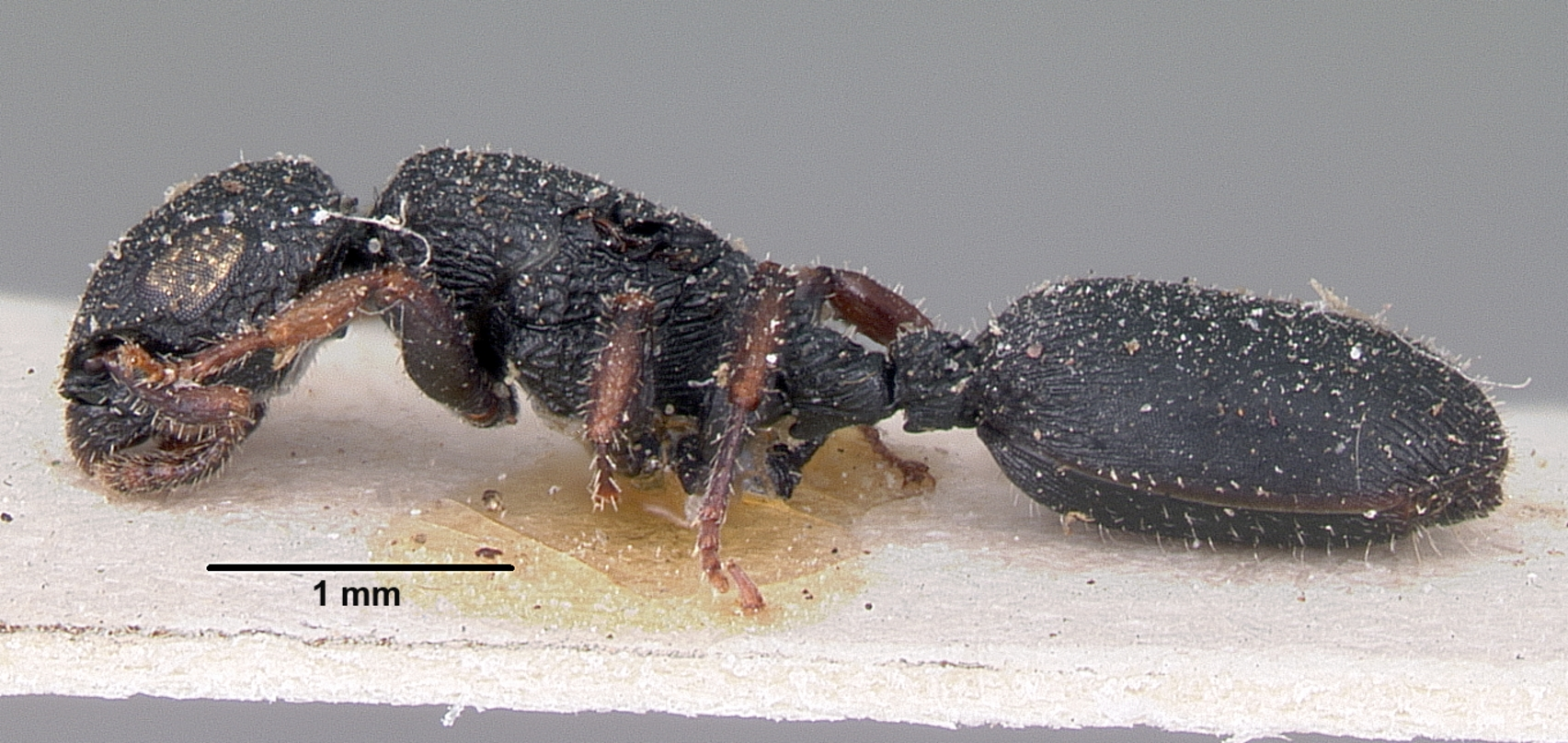
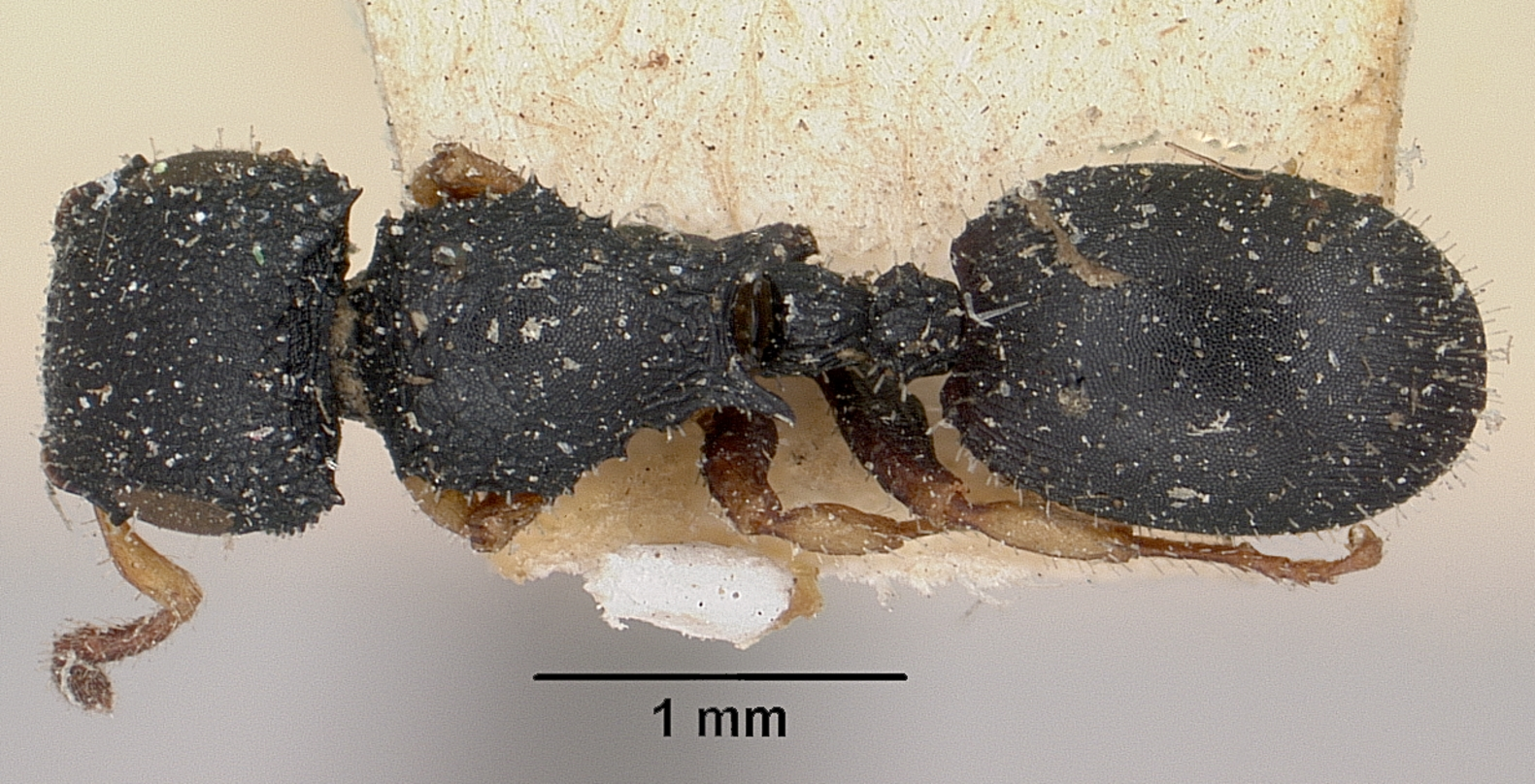
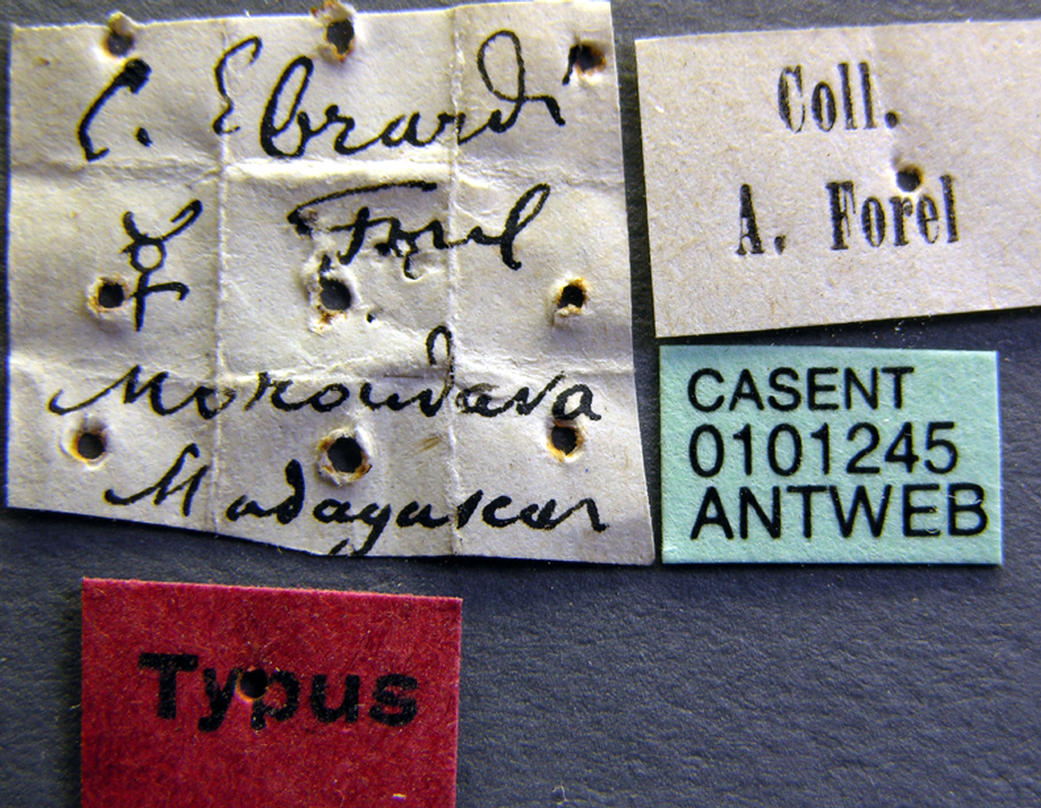
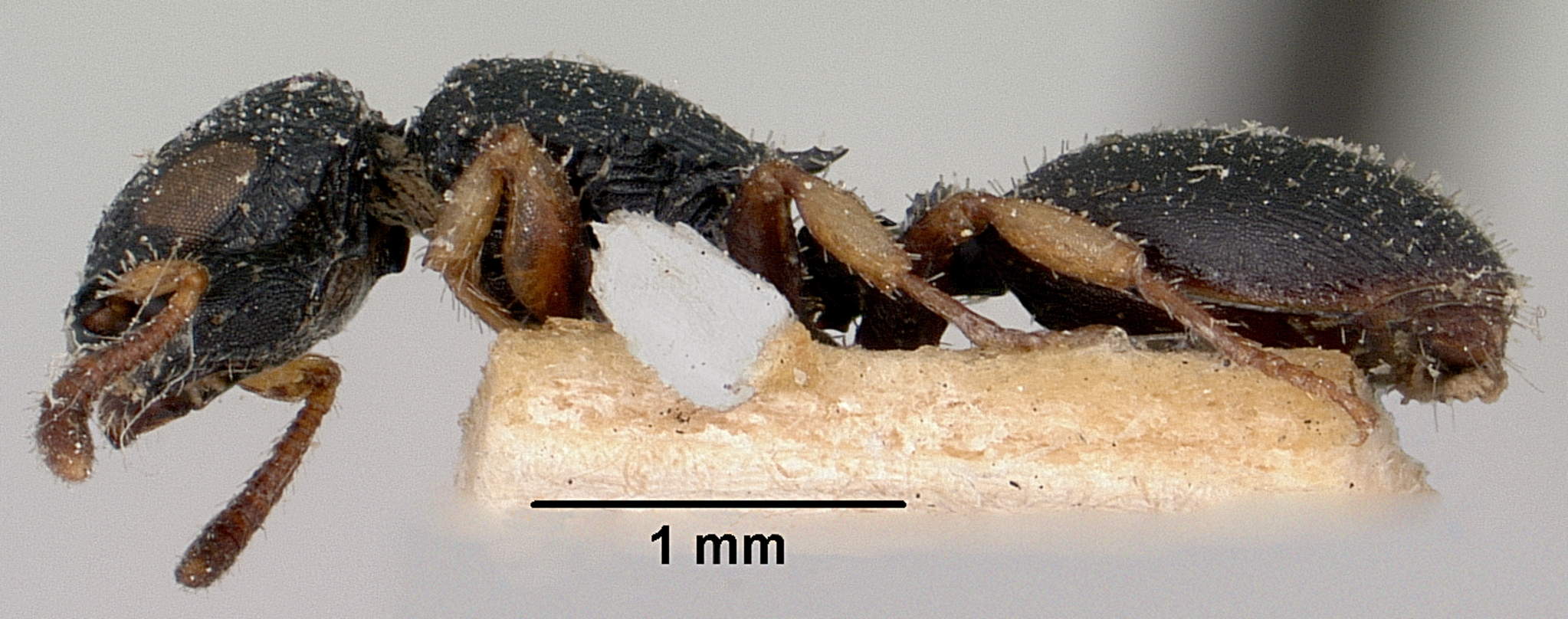